# Трізен
Трізен - громада Ліхтенштейну, що на півночі межує з комуною Вадуц, на північному-сході — з Трізенбергом, на південному-заході із Бальцерсом, на заході із Сн.-Галленом і на півдні з Граубюнденом.

## Географія
Муніципалітет включає в себе найвищу точку Ліхтенштейну, Граушпіц 2 599 м (8,527 футів) над рівнем моря. Він розташований між містами Вадуц, Трізен та Бальцерс.

### Клімат
Місто знаходиться у зоні, котра характеризується морським кліматом. Найтепліший місяць — липень із середньою температурою 18.9 °C (66 °F). Найхолодніший місяць — січень, із середньою температурою 0 °С (32 °F).
| Клімат Трізена          | Клімат Трізена | Клімат Трізена | Клімат Трізена | Клімат Трізена | Клімат Трізена | Клімат Трізена | Клімат Трізена | Клімат Трізена | Клімат Трізена | Клімат Трізена | Клімат Трізена | Клімат Трізена | Клімат Трізена |
| Показник                | Січ.           | Лют.           | Бер.           | Квіт.          | Трав.          | Черв.          | Лип.           | Серп.          | Вер.           | Жовт.          | Лист.          | Груд.          | Рік            |
| Середній максимум, °C   | 2,8            | 5              | 11,1           | 13,9           | 17,8           | 21,1           | 23,9           | 22,8           | 20             | 15             | 7,8            | 5              | 13,8           |
| Середня температура, °C | 0              | 1,7            | 6,7            | 9,4            | 12,8           | 16,7           | 18,9           | 17,8           | 15,6           | 11,1           | 5              | 2,2            | 9,8            |
| Середній мінімум, °C    | −2,8           | −2,2           | 2,2            | 5              | 7,8            | 12,2           | 13,9           | 12,8           | 11,1           | 7,2            | 2,2            | −1,1           | 5,7            |
| Норма опадів, мм        | 50             | 50             | 60             | 50             | 80             | 120            | 120            | 120            | 110            | 60             | 50             | 50             | 920            |
| Днів з опадами          | 11             | 9              | 12             | 12             | 12             | 13             | 13             | 13             | 12             | 12             | 14             | 12             | 145            |
| Днів зі снігом          | 9              | 7              | 4              | 4              | 3              | 2              | 3              | 4              | 5              | 8              | 8              | 9              | 66             |
| Вологість повітря, %    | 75             | 70             | 70             | 65             | 70             | 70             | 75             | 75             | 80             | 80             | 80             | 80             | 74.2           |
| ----------------------- | -------------- | -------------- | -------------- | -------------- | -------------- | -------------- | -------------- | -------------- | -------------- | -------------- | -------------- | -------------- | -------------- |
| Джерело: Weatherbase    |                |                |                |                |                |                |                |                |                |                |                |                |                |

## Герб Трізену
Герб муніципалітету Трізен складається з щита з трьома срібними накладеними косами на синьому тлі.

## Демографія
Перепис населення

## Засоби Масової Інформації
У Трізені розміщується студія «Радіо Ліхтенштейн».

## Галерея

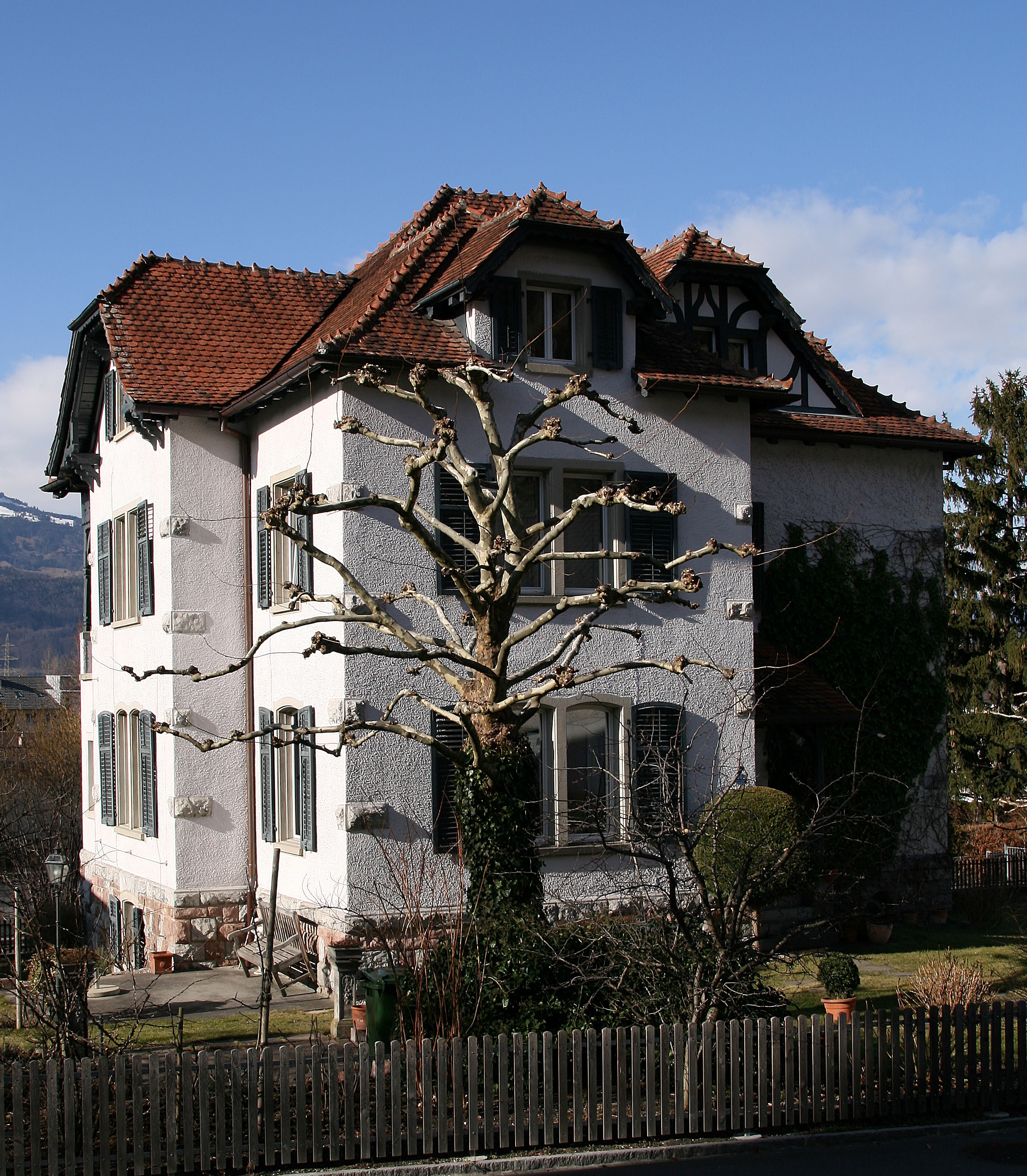
Villa Spoerry
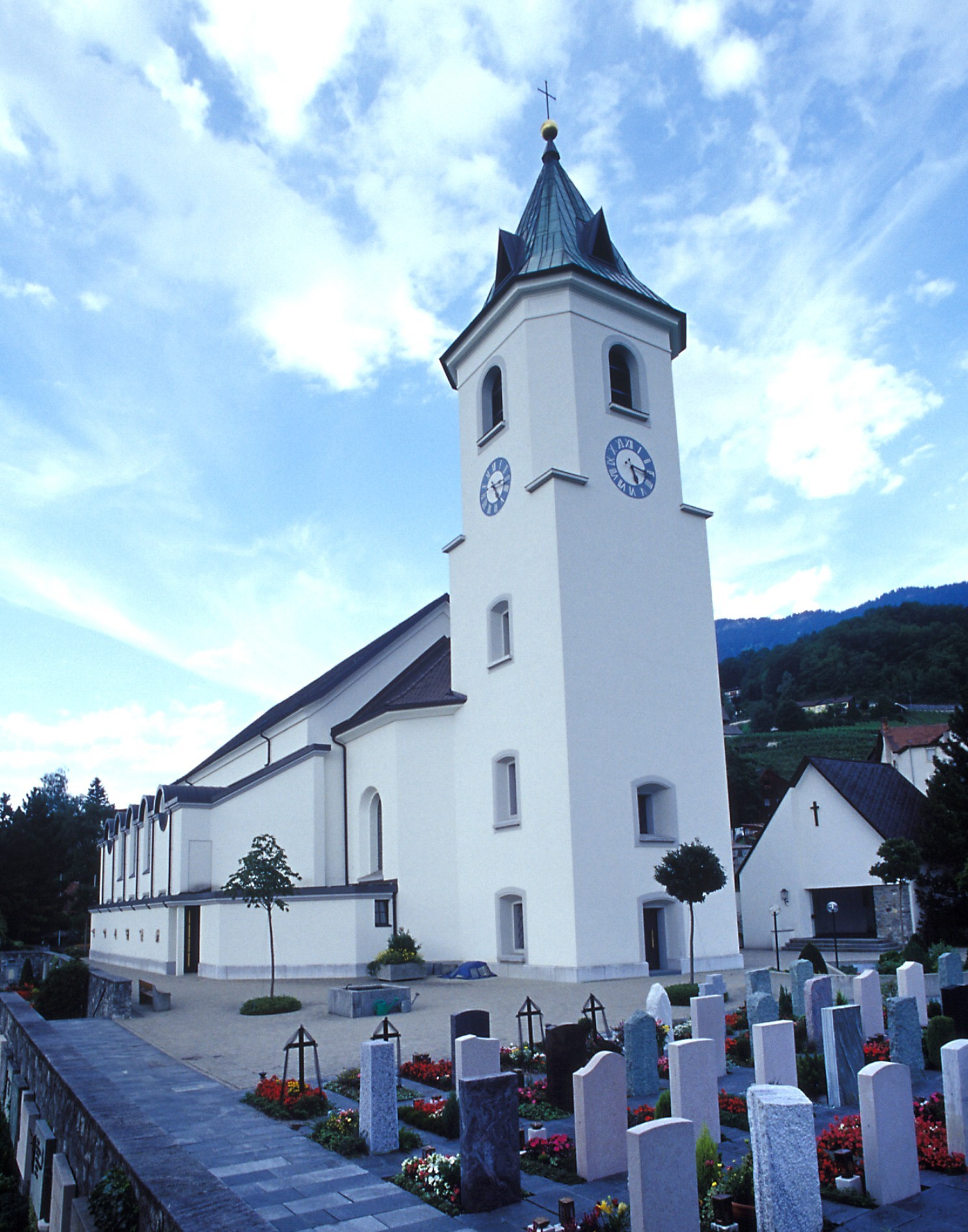
Кірха
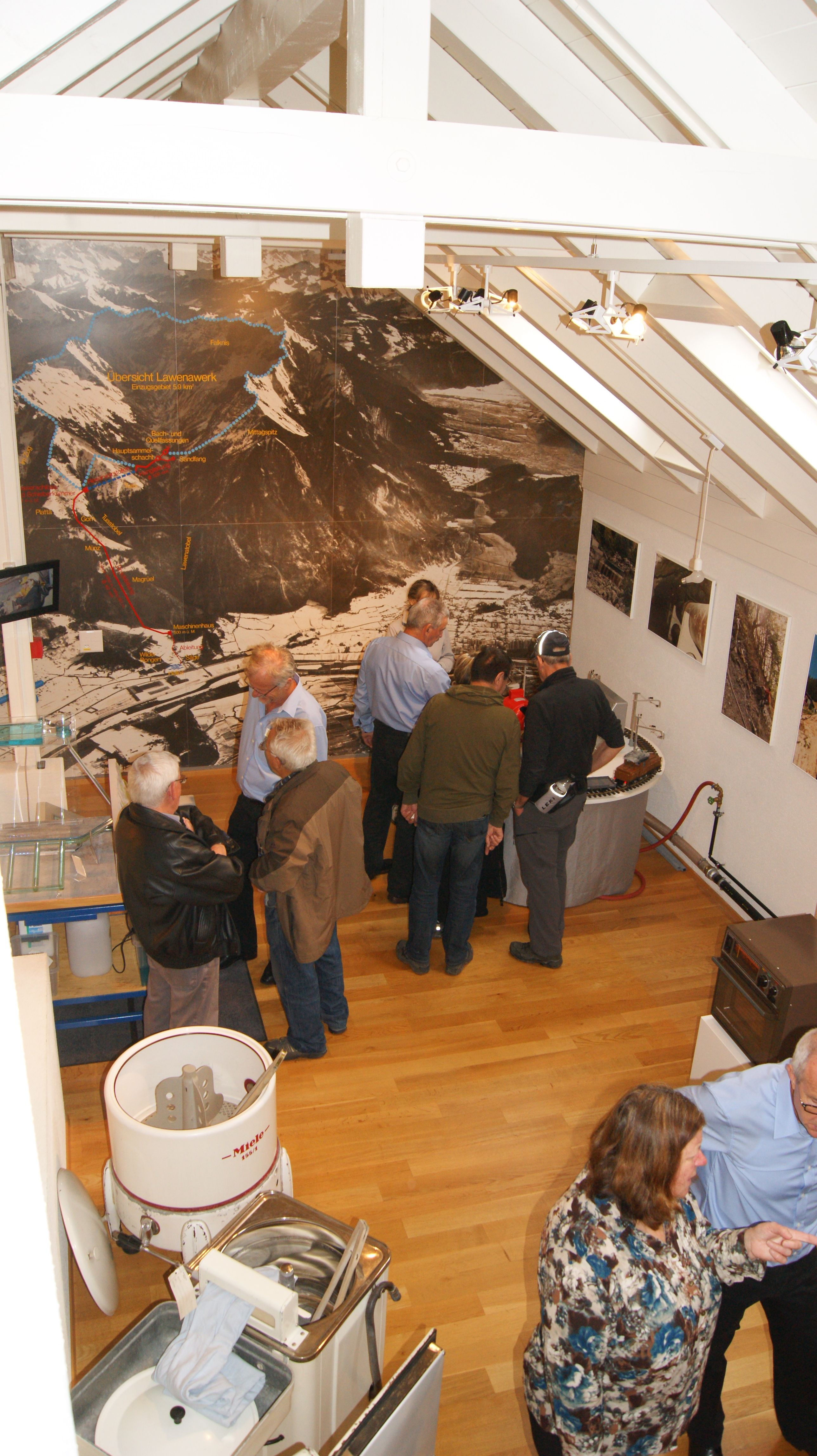
Lawena Museum
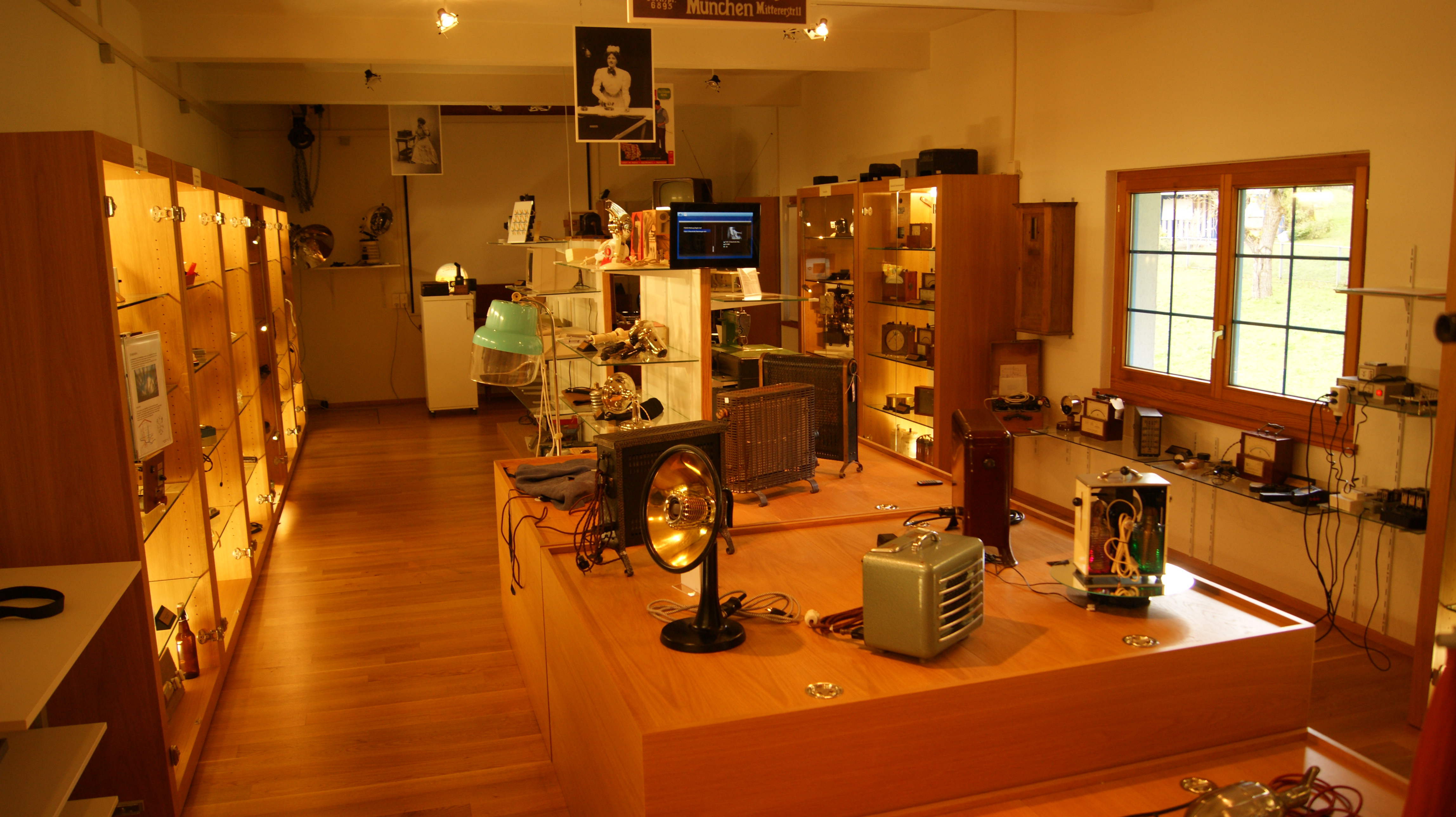
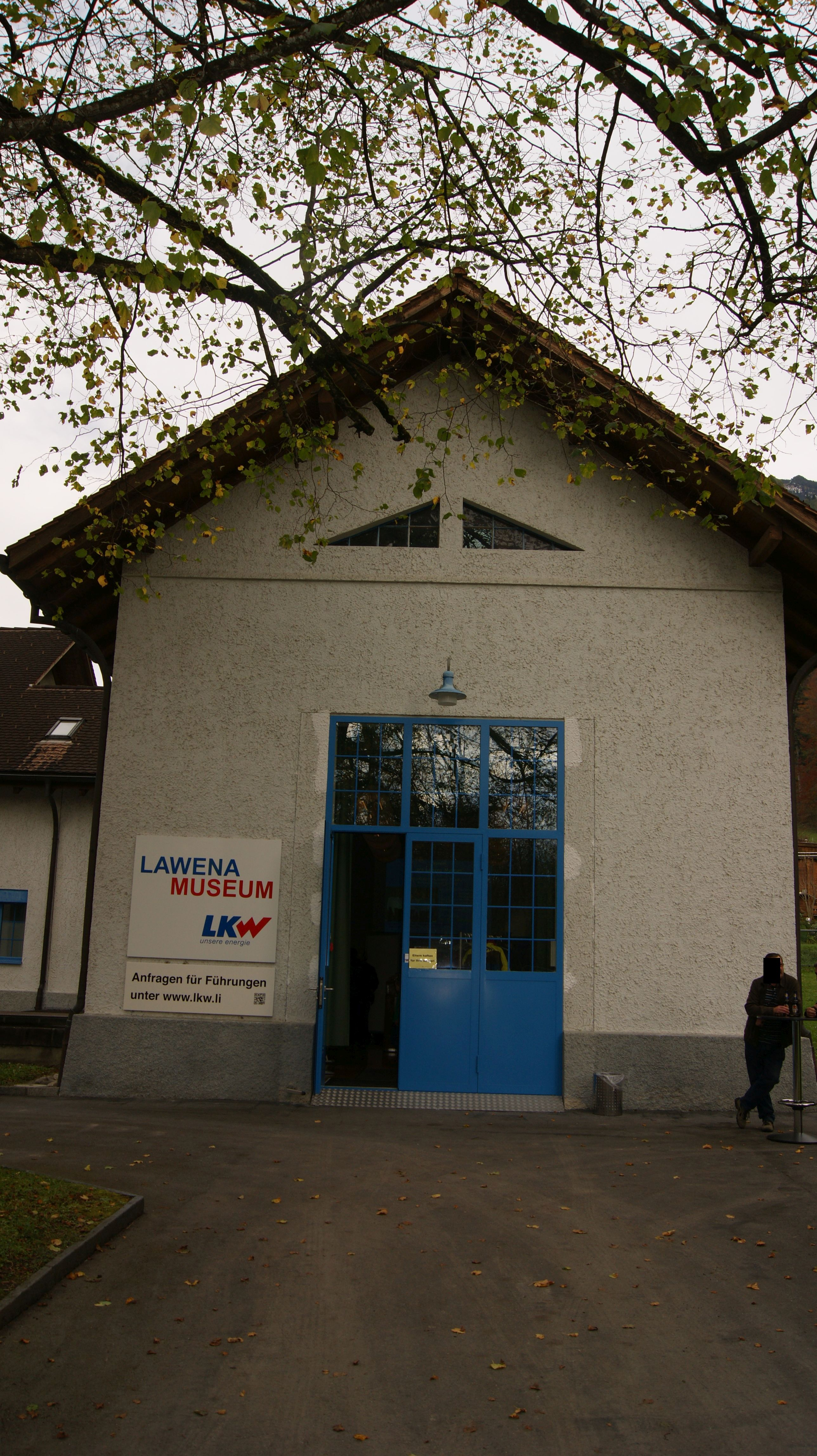